# Torneos ATP en 2013
| Temporadas del ATP World Tour |
| --- |
| 1970 1971 1972 1973 1974 1975 1976 1977 1978 1979 1980 1981 1982 1983 1984 1985 1986 1987 1988 1989 1990 1991 1992 1993 1994 1995 1996 1997 1998 1999 2000 2001 2002 2003 2004 2005 2006 2007 2008 2009 2010 2011 2012 2013 2014 2015 2016 2017 2018 2019 2020 2021 2022 2023 2024 |
| Este artículo forma parte de la categoría: Torneos ATP |
| Véase también: Historia del tenis y Récords del ATP World Tour |

Aquí se reflejan todos los torneos de la ATP disputados durante la temporada tenística del 2013. Aparecen ordenados según su categoría, y en orden de disputa, figurando a su vez el tenista ganador del torneo.
Al final se recogen los torneos ganados por cada tenista, según el número y la categoría de los torneos.

## Claves
| Grand Slam                  |
| ATP World Tour Finals       |
| ATP World Tour Masters 1000 |
| Eventos por equipos         |
| ATP World Tour 500          |
| ATP World Tour 250          |

## Torneos ATP en 2013
Las distintas categorías de torneos aparecen ordenadas por la jerarquía marcada por la distribución de puntos en el ranking ATP.
| Categoría                                         | Torneo                                                                                             | Fechas                                                                                        | Ganador                                                                                      | Finalista                              |
| ------------------------------------------------- | -------------------------------------------------------------------------------------------------- | --------------------------------------------------------------------------------------------- | -------------------------------------------------------------------------------------------- | -------------------------------------- |
| Grand Slam                                        | Abierto de Australia Melbourne, Australia Individuales - Dobles                                    | 14-27 de enero                                                                                | Novak Djokovic 6-7(2-7), 7-6(7-3), 6-3, 6-2                                                  | Andy Murray                            |
| Grand Slam                                        | Abierto de Australia Melbourne, Australia Individuales - Dobles                                    | 14-27 de enero                                                                                | Bob Bryan Mike Bryan 6-3, 6-4                                                                | Robin Haase Igor Sijsling              |
| Grand Slam                                        | Roland Garros París, Francia Individuales - Dobles                                                 | 26 de mayo-10 de junio                                                                        | Rafael Nadal 6-3, 6-2, 6-3                                                                   | David Ferrer                           |
| Grand Slam                                        | Roland Garros París, Francia Individuales - Dobles                                                 | 26 de mayo-10 de junio                                                                        | Bob Bryan Mike Bryan 6–4, 4–6, 7–6(7–4)                                                      | Michael Llodra Nicolas Mahut           |
| Grand Slam                                        | Campeonato de Wimbledon Londres, Reino Unido Individuales - Dobles                                 | 25 de junio-8 de julio                                                                        | Andy Murray 6-4, 7-5, 6-4                                                                    | Novak Djokovic                         |
| Grand Slam                                        | Campeonato de Wimbledon Londres, Reino Unido Individuales - Dobles                                 | 25 de junio-8 de julio                                                                        | Bob Bryan Mike Bryan 3-6, 6-3, 6-4, 6-4                                                      | Ivan Dodig Marcelo Melo                |
| Grand Slam                                        | Abierto de Estados Unidos Nueva York, Estados Unidos Individuales - Dobles                         | 26 de agosto-9 de septiembre                                                                  | Rafael Nadal 6-2, 3-6, 6-4, 6-1                                                              | Novak Djokovic                         |
| Grand Slam                                        | Abierto de Estados Unidos Nueva York, Estados Unidos Individuales - Dobles                         | 26 de agosto-9 de septiembre                                                                  | Leander Paes Radek Štěpánek 6-1, 6-3                                                         | Alexander Peya Bruno Soares            |
| ATP World Tour Finals                             | ATP World Tour Finals Londres, Reino Unido Individuales - Dobles                                   | 4-11 de noviembre                                                                             | Novak Djokovic 6-3, 6-4                                                                      | Rafael Nadal                           |
| ATP World Tour Finals                             | ATP World Tour Finals Londres, Reino Unido Individuales - Dobles                                   | 4-11 de noviembre                                                                             | David Marrero Fernando Verdasco 7-5, 6-7(3-7), 10-7                                          | Bob Bryan Mike Bryan                   |
| ATP Masters 1000                                  | BNP Paribas Open Indian Wells, Estados Unidos Individuales - Dobles                                | 7-17 de marzo                                                                                 | Rafael Nadal 4-6, 6-3, 6-4                                                                   | Juan Martín del Potro                  |
| ATP Masters 1000                                  | BNP Paribas Open Indian Wells, Estados Unidos Individuales - Dobles                                | 7-17 de marzo                                                                                 | Bob Bryan Mike Bryan 6-3, 3-6, 1-0[10-6]                                                     | Treat Conrad Huey Jerzy Janowicz       |
| ATP Masters 1000                                  | Sony Open Tennis Miami, Estados Unidos Individuales - Dobles                                       | 20-31 de marzo                                                                                | Andy Murray 2-6, 6-4, 7-6(7-1)                                                               | David Ferrer                           |
| ATP Masters 1000                                  | Sony Open Tennis Miami, Estados Unidos Individuales - Dobles                                       | 20-31 de marzo                                                                                | Aisam-ul-Haq Qureshi Jean-Julien Rojer 6-4, 6-1                                              | Mariusz Fyrstenberg Marcin Matkowski   |
| ATP Masters 1000                                  | Monte-Carlo Rolex Masters Montecarlo, Mónaco Individuales - Dobles                                 | 14-21 de abril                                                                                | Novak Djokovic 6-2, 7-6(7-1)                                                                 | Rafael Nadal                           |
| ATP Masters 1000                                  | Monte-Carlo Rolex Masters Montecarlo, Mónaco Individuales - Dobles                                 | 14-21 de abril                                                                                | Julien Benneteau Nenad Zimonjic 4-6, 7-6(7-4) , 1-0[14-12]                                   | Bob Bryan Mike Bryan                   |
| ATP Masters 1000                                  | Mutua Madrid Open Madrid, España Individuales - Dobles                                             | 5-12 de mayo                                                                                  | Rafael Nadal 6-2, 6-4                                                                        | Stanislas Wawrinka                     |
| ATP Masters 1000                                  | Mutua Madrid Open Madrid, España Individuales - Dobles                                             | 5-12 de mayo                                                                                  | Bob Bryan Mike Bryan 6-2, 6-3                                                                | Alexander Peya Bruno Soares            |
| ATP Masters 1000                                  | Internazionali BNL d'Italia Roma, Italia Individuales - Dobles                                     | 12-19 de mayo                                                                                 | Rafael Nadal 6-1, 6-3                                                                        | Roger Federer                          |
| ATP Masters 1000                                  | Internazionali BNL d'Italia Roma, Italia Individuales - Dobles                                     | 12-19 de mayo                                                                                 | Bob Bryan Mike Bryan 6-2, 6-3                                                                | Mahesh Bhupathi Rohan Bopanna          |
| ATP Masters 1000                                  | Rogers Cup Toronto, Canadá Individuales - Dobles                                                   | 5-11 de agosto                                                                                | Rafael Nadal 6-2, 6-2                                                                        | Milos Raonic                           |
| ATP Masters 1000                                  | Rogers Cup Toronto, Canadá Individuales - Dobles                                                   | 5-11 de agosto                                                                                | Alexander Peya Bruno Soares 6-4, 7-6(7-4)                                                    | Colin Fleming Andy Murray              |
| ATP Masters 1000                                  | Western & Southern Open Cincinnati, Estados Unidos Individuales - Dobles                           | 11-18 de agosto                                                                               | Rafael Nadal 7-6(10-8), 7-6(7-3)                                                             | John Isner                             |
| ATP Masters 1000                                  | Western & Southern Open Cincinnati, Estados Unidos Individuales - Dobles                           | 11-18 de agosto                                                                               | Bob Bryan Mike Bryan 6-4, 4-6, 10-4                                                          | Marcel Granollers Marc López           |
| ATP Masters 1000                                  | Shanghai Rolex Masters Shanghái, China Individuales - Dobles                                       | 6-13 de octubre                                                                               | Novak Djokovic 6-1, 3-6, 7-6(7-3)                                                            | Juan Martín del Potro                  |
| ATP Masters 1000                                  | Shanghai Rolex Masters Shanghái, China Individuales - Dobles                                       | 6-13 de octubre                                                                               | Ivan Dodig Marcelo Melo 7-6(7-2), 6-7(6-8), 10-2                                             | David Marrero Fernando Verdasco        |
| ATP Masters 1000                                  | BNP Paribas Masters París, Francia Individuales - Dobles                                           | 28 de octubre-3 de noviembre                                                                  | Novak Djokovic 7–5, 7–5                                                                      | David Ferrer                           |
| ATP Masters 1000                                  | BNP Paribas Masters París, Francia Individuales - Dobles                                           | 28 de octubre-3 de noviembre                                                                  | Bob Bryan Mike Bryan 6–3, 6–3                                                                | Alexander Peya Bruno Soares            |
| Eventos por equipos                               | |                                                                                               |                                                                                              |                                        |
| Copa Hopman Perth, Australia 25ª edición          | 31 de diciembre-5 de enero                                                                         | España Anabel Medina Fernando Verdasco                                                        | Serbia Ana Ivanović Novak Djokovic                                                           |                                        |
| Copa Davis Belgrado, Serbia (Final) 102.ª edición | 1 de febrero-17 de noviembre                                                                       | República Checa Tomáš Berdych Radek Štěpánek Lukáš Rosol Jan Hájek Vladimir Safarik (Capitán) | Serbia Novak Djokovic Dušan Lajović Ilija Bozoljac Nenad Zimonjic Bogdan Obradovic (Capitán) |                                        |
| ATP World Tour 500                                | ABN AMRO World Tennis Tournament Róterdam, Países Bajos Individuales - Dobles                      | 11-17 de febrero                                                                              | Juan Martín del Potro 7-6(7-2), 6-3                                                          | Julien Benneteau                       |
| ATP World Tour 500                                | ABN AMRO World Tennis Tournament Róterdam, Países Bajos Individuales - Dobles                      | 11-17 de febrero                                                                              | Robert Lindstedt Nenad Zimonjic 5-7, 6-3, 1-0[10-8]                                          | Thiemo de Bakker Jesse Huta Galung     |
| ATP World Tour 500                                | Regions Morgan Keegan Championships Memphis, Estados Unidos Individuales - Dobles                  | 18-24 de febrero                                                                              | Kei Nishikori 6-2, 6-3                                                                       | Feliciano López                        |
| ATP World Tour 500                                | Regions Morgan Keegan Championships Memphis, Estados Unidos Individuales - Dobles                  | 18-24 de febrero                                                                              | Bob Bryan Mike Bryan 6-1, 6-2                                                                | James Blake Jack Sock                  |
| ATP World Tour 500                                | Abierto Mexicano Telcel Acapulco, México Individuales - Dobles                                     | 25 de febrero-2 de marzo                                                                      | Rafael Nadal 6-0, 6-2                                                                        | David Ferrer                           |
| ATP World Tour 500                                | Abierto Mexicano Telcel Acapulco, México Individuales - Dobles                                     | 25 de febrero-2 de marzo                                                                      | Łukasz Kubot David Marrero 7-5, 6-2                                                          | Simone Bolelli Fabio Fognini           |
| ATP World Tour 500                                | Dubai Duty Free Tennis Championships Dubái, Emiratos Árabes Unidos Individuales - Dobles           | 25 de febrero-2 de marzo                                                                      | Novak Djokovic 7-5 6-3                                                                       | Tomáš Berdych                          |
| ATP World Tour 500                                | Dubai Duty Free Tennis Championships Dubái, Emiratos Árabes Unidos Individuales - Dobles           | 25 de febrero-2 de marzo                                                                      | Mahesh Bhupathi Michaël Llodra 7-6(8-6), 7-6(8-6)                                            | Robert Lindstedt Nenad Zimonjić        |
| ATP World Tour 500                                | Barcelona Open BancSabadell Barcelona, España Individuales - Dobles                                | 23-29 de abril                                                                                | Rafael Nadal 6-4, 6-3                                                                        | Nicolás Almagro                        |
| ATP World Tour 500                                | Barcelona Open BancSabadell Barcelona, España Individuales - Dobles                                | 23-29 de abril                                                                                | Alexander Peya Bruno Soares 5-7, 7-6, 1-0[10-4]                                              | Robert Lindstedt Daniel Nestor         |
| ATP World Tour 500                                | bet-at-home Open Hamburgo, Alemania Individuales - Dobles                                          | 16-22 de julio                                                                                | Fabio Fognini 4-6, 7-6(10-8), 6-2                                                            | Federico Delbonis                      |
| ATP World Tour 500                                | bet-at-home Open Hamburgo, Alemania Individuales - Dobles                                          | 16-22 de julio                                                                                | Mariusz Fyrstenberg Marcin Matkowski 3-6, 6-1, [10-8]                                        | Alexander Peya Bruno Soares            |
| ATP World Tour 500                                | Citi Open Washington, Estados Unidos Individuales - Dobles                                         | 29 de julio-4 de agosto                                                                       | Juan Martín del Potro 3-6, 6-1, 6-2                                                          | John Isner                             |
| ATP World Tour 500                                | Citi Open Washington, Estados Unidos Individuales - Dobles                                         | 29 de julio-4 de agosto                                                                       | Julien Benneteau Nenad Zimonjić 7-6(7–5), 7-5                                                | Mardy Fish Radek Štepánek              |
| ATP World Tour 500                                | China Open Pekín, China Individuales - Dobles                                                      | 30 de septiembre-6 de octubre                                                                 | Novak Djokovic 6-3, 6-4                                                                      | Rafael Nadal                           |
| ATP World Tour 500                                | China Open Pekín, China Individuales - Dobles                                                      | 30 de septiembre-6 de octubre                                                                 | Max Mirnyi Horia Tecău 6-4, 6-2                                                              | Fabio Fognini Andreas Seppi            |
| ATP World Tour 500                                | Rakuten Japan Open Tennis Championships Tokio, Japón Individuales - Dobles                         | 30 de septiembre-6 de octubre                                                                 | Juan Martín del Potro 7–6(7–5), 7-5                                                          | Milos Raonic                           |
| ATP World Tour 500                                | Rakuten Japan Open Tennis Championships Tokio, Japón Individuales - Dobles                         | 30 de septiembre-6 de octubre                                                                 | Rohan Bopanna Édouard Roger-Vasselin 7–6(7–5), 6–4                                           | Jamie Murray John Peers                |
| ATP World Tour 500                                | Valencia Open 500 Valencia, España Individuales - Dobles                                           | 21-27 de octubre                                                                              | Mijaíl Yuzhny 6-3, 7-5                                                                       | David Ferrer                           |
| ATP World Tour 500                                | Valencia Open 500 Valencia, España Individuales - Dobles                                           | 21-27 de octubre                                                                              | Alexander Peya Bruno Soares 7-6(7-3), 6-7(1-7), [13-11]                                      | Bob Bryan Mike Bryan                   |
| ATP World Tour 500                                | Swiss Indoors Basel Basilea, Suiza Individuales - Dobles                                           | 21-27 de octubre                                                                              | Juan Martín del Potro 7-6(7-3), 2-6, 6-4                                                     | Roger Federer                          |
| ATP World Tour 500                                | Swiss Indoors Basel Basilea, Suiza Individuales - Dobles                                           | 21-27 de octubre                                                                              | Treat Huey Dominic Inglot 3-6, 6-3, [10-4]                                                   | Julian Knowle Oliver Marach            |
| ATP World Tour 250                                | Brisbane International Brisbane, Australia Individuales - Dobles                                   | 31 de diciembre-6 de enero                                                                    | Andy Murray 7-6(7-0), 6-4                                                                    | Grigor Dimitrov                        |
| ATP World Tour 250                                | Brisbane International Brisbane, Australia Individuales - Dobles                                   | 31 de diciembre-6 de enero                                                                    | Marcelo Melo Tommy Robredo 4-6, 6-1, 1-0[10-5]                                               | Eric Butorac Paul Hanley               |
| ATP World Tour 250                                | Catar ExxonMobil Open Doha, Catar Individuales - Dobles                                            | 31 de diciembre-6 de enero                                                                    | Richard Gasquet 3-6, 7-6(7-4), 6-3                                                           | Nikolai Davydenko                      |
| ATP World Tour 250                                | Catar ExxonMobil Open Doha, Catar Individuales - Dobles                                            | 31 de diciembre-6 de enero                                                                    | Christopher Kas Philipp Kohlschreiber 7-5, 6-4                                               | Julian Knowle Filip Polasek            |
| ATP World Tour 250                                | Aircel Chennai Open Chennai, India Individuales - Dobles                                           | 31 de diciembre-6 de enero                                                                    | Janko Tipsarević 3-6, 6-1, 6-3                                                               | Roberto Bautista-Agut                  |
| ATP World Tour 250                                | Aircel Chennai Open Chennai, India Individuales - Dobles                                           | 31 de diciembre-6 de enero                                                                    | Benoît Paire Stanislas Wawrinka 6-2, 6-1                                                     | Andre Begemann Martin Emmrich          |
| ATP World Tour 250                                | Heineken Open Auckland, Nueva Zelanda Individuales - Dobles                                        | 7-13 de enero                                                                                 | David Ferrer 7-6(7-5), 6-1                                                                   | Philipp Kohlschreiber                  |
| ATP World Tour 250                                | Heineken Open Auckland, Nueva Zelanda Individuales - Dobles                                        | 7-13 de enero                                                                                 | Colin Fleming Bruno Soares 7-6(7-1), 7-6(7-2)                                                | Johan Brunstrom Frederik Nielsen       |
| ATP World Tour 250                                | Apia International Sydney Sídney, Australia Individuales - Dobles                                  | 7-13 de enero                                                                                 | Bernard Tomic 6-3, 6-7(2-7), 6-3                                                             | Kevin Anderson                         |
| ATP World Tour 250                                | Apia International Sydney Sídney, Australia Individuales - Dobles                                  | 7-13 de enero                                                                                 | Bob Bryan Mike Bryan 6-4, 6-4                                                                | Max Mirnyi Horia Tecau                 |
| ATP World Tour 250                                | VTR Open Viña del Mar, Chile Individuales - Dobles                                                 | 4-10 de febrero                                                                               | Horacio Zeballos 6-7(2-7), 7-6(8-6), 6-4                                                     | Rafael Nadal                           |
| ATP World Tour 250                                | VTR Open Viña del Mar, Chile Individuales - Dobles                                                 | 4-10 de febrero                                                                               | Paolo Lorenzi Potito Starace 6-2, 6-2                                                        | Juan Mónaco Rafael Nadal               |
| ATP World Tour 250                                | Open Sud de France Montpellier, Francia Individuales - Dobles                                      | 4-10 de febrero                                                                               | Richard Gasquet 6-2, 6-4                                                                     | Benoît Paire                           |
| ATP World Tour 250                                | Open Sud de France Montpellier, Francia Individuales - Dobles                                      | 4-10 de febrero                                                                               | Marc Gicquel Michael Llodra 6-3, 3-6, 1-0[11-9]                                              | Johan Brunström Raven Klaasen          |
| ATP World Tour 250                                | PBZ Zagreb Indoors Zagreb, Croacia Individuales - Dobles                                           | 4-10 de febrero                                                                               | Marin Čilić 6-3, 6-1                                                                         | Jurgen Melzer                          |
| ATP World Tour 250                                | PBZ Zagreb Indoors Zagreb, Croacia Individuales - Dobles                                           | 4-10 de febrero                                                                               | Julian Knowle Filip Polasek 6-3, 6-3                                                         | Ivan Dodig Mate Pavic                  |
| ATP World Tour 250                                | SAP Open San José, Estados Unidos Individuales - Dobles                                            | 11-17 de febrero                                                                              | Milos Raonic 6-4, 6-3                                                                        | Tommy Haas                             |
| ATP World Tour 250                                | SAP Open San José, Estados Unidos Individuales - Dobles                                            | 11-17 de febrero                                                                              | Xavier Malisse Frank Moser 6-0, 6-7(5-7), 1-0[10-4]                                          | Lleyton Hewitt Marinko Matosevic       |
| ATP World Tour 250                                | Brasil Open Sao Paulo, Brasil Individuales - Dobles                                                | 11-17 de febrero                                                                              | Rafael Nadal 6-2, 6-3                                                                        | David Nalbandian                       |
| ATP World Tour 250                                | Brasil Open Sao Paulo, Brasil Individuales - Dobles                                                | 11-17 de febrero                                                                              | Alexander Peya Bruno Soares 6-7(5-7), 6-2, 1-0[10-7]                                         | Frantisek Cermak Michal Mertinak       |
| ATP World Tour 250                                | Copa Claro Buenos Aires, Argentina Individuales - Dobles                                           | 18-24 de febrero                                                                              | David Ferrer 6-4, 3-6, 6-1                                                                   | Stanislas Wawrinka                     |
| ATP World Tour 250                                | Copa Claro Buenos Aires, Argentina Individuales - Dobles                                           | 18-24 de febrero                                                                              | Simone Bolelli Fabio Fognini 6-3, 6-2                                                        | Nicholas Monroe Simon Stadler          |
| ATP World Tour 250                                | Open 13 Marsella, Francia Individuales - Dobles                                                    | 18-24 de febrero                                                                              | Jo-Wilfried Tsonga 3-6, 7-6(8-6), 6-4                                                        | Tomáš Berdych                          |
| ATP World Tour 250                                | Open 13 Marsella, Francia Individuales - Dobles                                                    | 18-24 de febrero                                                                              | Rohan Bopanna Colin Fleming 6-4, 7-6(7-3)                                                    | Aisam-ul-Haq Qureshi Jean-Julien Rojer |
| ATP World Tour 250                                | Delray Beach International Tennis Championships Delray Beach, Estados Unidos Individuales - Dobles | 25 de febrero-3 de marzo                                                                      | Ernests Gulbis 7-6(7-3), 6-3                                                                 | Edouard Roger-Vasselin                 |
| ATP World Tour 250                                | Delray Beach International Tennis Championships Delray Beach, Estados Unidos Individuales - Dobles | 25 de febrero-3 de marzo                                                                      | James Blake Jack Sock 6-4, 6-4                                                               | Max Mirnyi Horia Tecău                 |
| ATP World Tour 250                                | U.S. Men's Clay Court Championships Houston, Estados Unidos Individuales - Dobles                  | 8-14 de abril                                                                                 | John Isner 6-3, 7-5                                                                          | Nicolás Almagro                        |
| ATP World Tour 250                                | U.S. Men's Clay Court Championships Houston, Estados Unidos Individuales - Dobles                  | 8-14 de abril                                                                                 | Jamie Murray John Peers 1-6, 7-6(7-3), 1-0[12-10]                                            | Bob Bryan Mike Bryan                   |
| ATP World Tour 250                                | Grand Prix Hassan II Casablanca, Marruecos Individuales - Dobles                                   | 8-14 de abril                                                                                 | Tommy Robredo 7-6(7-6), 4-6, 6-3                                                             | Kevin Anderson                         |
| ATP World Tour 250                                | Grand Prix Hassan II Casablanca, Marruecos Individuales - Dobles                                   | 8-14 de abril                                                                                 | Julian Knowle Filip Polášek 6-3, 6-2                                                         | Dustin Brown Christopher Kas           |
| ATP World Tour 250                                | BRD Năstase Țiriac Trophy Bucarest, Rumanía Individuales - Dobles                                  | 23-29 de abril                                                                                | Lukáš Rosol 6–3, 6–2                                                                         | Guillermo García López                 |
| ATP World Tour 250                                | BRD Năstase Țiriac Trophy Bucarest, Rumanía Individuales - Dobles                                  | 23-29 de abril                                                                                | Max Mirnyi Horia Tecău 4-6, 6-4, 1-0[10-6]                                                   | Lukáš Dlouhý Oliver Marach             |
| ATP World Tour 250                                | Portugal Open Oeiras, Portugal Individuales - Dobles                                               | 29 de abril-5 de mayo                                                                         | Stanislas Wawrinka 6–1, 6–4                                                                  | David Ferrer                           |
| ATP World Tour 250                                | Portugal Open Oeiras, Portugal Individuales - Dobles                                               | 29 de abril-5 de mayo                                                                         | Santiago González Scott Lipsky 6-3, 4-6, 1-0[10-7]                                           | Aisam-ul-Haq Qureshi Jean-Julien Rojer |
| ATP World Tour 250                                | BMW Open Múnich, Alemania Individuales - Dobles                                                    | 30 de abril-6 de mayo                                                                         | Tommy Haas 6-3, 7-6(7-3)                                                                     | Philipp Kohlschreiber                  |
| ATP World Tour 250                                | BMW Open Múnich, Alemania Individuales - Dobles                                                    | 30 de abril-6 de mayo                                                                         | Jarkko Nieminen Dmitry Tursunov 6-1, 6-4                                                     | Marcos Baghdatis Eric Butorac          |
| ATP World Tour 250                                | Power Horse Cup Düsseldorf, Alemania Individuales - Dobles                                         | 20-26 de mayo                                                                                 | Juan Mónaco 6-4, 6-3                                                                         | Jarkko Nieminen                        |
| ATP World Tour 250                                | Power Horse Cup Düsseldorf, Alemania Individuales - Dobles                                         | 20-26 de mayo                                                                                 | Andre Begemann Martin Emmrich 7-5, 6-2                                                       | Treat Conrad Huey Dominic Inglot       |
| ATP World Tour 250                                | Open de Nice Côte d’Azur Niza, Francia Individuales - Dobles                                       | 20-26 de mayo                                                                                 | Albert Montañés 6-0, 7-6(7-3)                                                                | Gael Monfils                           |
| ATP World Tour 250                                | Open de Nice Côte d’Azur Niza, Francia Individuales - Dobles                                       | 20-26 de mayo                                                                                 | Johan Brunström Raven Klaasen 6-3, 6-2                                                       | Juan Sebastián Cabal Robert Farah      |
| ATP World Tour 250                                | AEGON Championships Londres, Reino Unido Individuales - Dobles                                     | 11-17 de junio                                                                                | Andy Murray 5-7, 7-5, 6-3                                                                    | Marin Čilić                            |
| ATP World Tour 250                                | AEGON Championships Londres, Reino Unido Individuales - Dobles                                     | 11-17 de junio                                                                                | Bob Bryan Mike Bryan 4-6, 7-5, 1-0[10-8]                                                     | Alexander Peya Bruno Soares            |
| ATP World Tour 250                                | Gerry Weber Open Halle, Alemania Individuales - Dobles                                             | 11-17 de junio                                                                                | Roger Federer 6-7(5-7), 6-3, 6-4                                                             | Mijaíl Yuzhny                          |
| ATP World Tour 250                                | Gerry Weber Open Halle, Alemania Individuales - Dobles                                             | 11-17 de junio                                                                                | Santiago González Scott Lipsky 6-2, 7-6(7-3)                                                 | Daniele Bracciali Jonathan Erlich      |
| ATP World Tour 250                                | AEGON International Eastbourne, Reino Unido Individuales - Dobles                                  | 18-24 de junio                                                                                | Feliciano López 7-6(7-2), 6-7(5-7), 6-0                                                      | Gilles Simon                           |
| ATP World Tour 250                                | AEGON International Eastbourne, Reino Unido Individuales - Dobles                                  | 18-24 de junio                                                                                | Alexander Peya Bruno Soares 3-6, 6-3, [10-8]                                                 | Colin Fleming Jonathan Marray          |
| ATP World Tour 250                                | UNICEF Open 's-Hertogenbosch, Países Bajos Individuales - Dobles                                   | 18-24 de junio                                                                                | Nicolas Mahut 6-3, 6-4                                                                       | Stanislas Wawrinka                     |
| ATP World Tour 250                                | UNICEF Open 's-Hertogenbosch, Países Bajos Individuales - Dobles                                   | 18-24 de junio                                                                                | Max Mirnyi Horia Tecău 6–3, 7–6(7–4)                                                         | Andre Begemann Martin Emmrich          |
| ATP World Tour 250                                | Campbell's Hall of Fame Tennis Championships Newport, Estados Unidos Individuales - Dobles         | 9-15 de julio                                                                                 | Nicolas Mahut 5-7, 7-5, 6-3                                                                  | Lleyton Hewitt                         |
| ATP World Tour 250                                | Campbell's Hall of Fame Tennis Championships Newport, Estados Unidos Individuales - Dobles         | 9-15 de julio                                                                                 | Nicolas Mahut Édouard Roger-Vasselin 6-7(4-7), 6-2, [10-5]                                   | Tim Smyczek Rhyne Williams             |
| ATP World Tour 250                                | SkiStar Swedish Open Bastad, Suecia Individuales - Dobles                                          | 9-15 de julio                                                                                 | Carlos Berlocq 7-5, 6-1                                                                      | Fernando Verdasco                      |
| ATP World Tour 250                                | SkiStar Swedish Open Bastad, Suecia Individuales - Dobles                                          | 9-15 de julio                                                                                 | Nicholas Monroe Simon Stadler 6-2, 3-6, [10-3]                                               | Carlos Berlocq Albert Ramos            |
| ATP World Tour 250                                | MercedesCup Stuttgart, Alemania Individuales - Dobles                                              | 9-15 de julio                                                                                 | Fabio Fognini 5-7, 6-4, 6-4                                                                  | Philipp Kohlschreiber                  |
| ATP World Tour 250                                | MercedesCup Stuttgart, Alemania Individuales - Dobles                                              | 9-15 de julio                                                                                 | Facundo Bagnis Thomaz Bellucci 2-6, 6-4, [11-9]                                              | Tomasz Bednarek Mateusz Kowalczyk      |
| ATP World Tour 250                                | Copa Claro Colombia Bogotá, Colombia Individuales - Dobles                                         | 15-21 de julio                                                                                | Ivo Karlović 6-3, 7-6(7-4)                                                                   | Alejandro Falla                        |
| ATP World Tour 250                                | Copa Claro Colombia Bogotá, Colombia Individuales - Dobles                                         | 15-21 de julio                                                                                | Purav Raja Divij Sharan 7-6(7-4) , 7-6(7-3)                                                  | Edouard Roger-Vasselin Igor Sijsling   |
| ATP World Tour 250                                | ATP Vegeta Croatia Open Umag Umag, Croacia Individuales - Dobles                                   | 22-28 de julio                                                                                | Tommy Robredo 6-0, 6-3                                                                       | Fabio Fognini                          |
| ATP World Tour 250                                | ATP Vegeta Croatia Open Umag Umag, Croacia Individuales - Dobles                                   | 22-28 de julio                                                                                | Martin Kližan David Marrero 6-1, 5-7, [10-7]                                                 | Nicholas Monroe Simon Stadler          |
| ATP World Tour 250                                | BB&T Atlanta Open Atlanta, Estados Unidos Individuales - Dobles                                    | 22-28 de julio                                                                                | John Isner 6-7(6-7) , 7-6(7-2) , 7-6(7-2)                                                    | Kevin Anderson                         |
| ATP World Tour 250                                | BB&T Atlanta Open Atlanta, Estados Unidos Individuales - Dobles                                    | 22-28 de julio                                                                                | Édouard Roger-Vasselin Igor Sijsling 7–6(7–6) ,6-3                                           | Colin Fleming Jonathan Marray          |
| ATP World Tour 250                                | Crédit Agricole Suisse Open Gstaad Gstaad, Suiza Individuales - Dobles                             | 22-28 de julio                                                                                | Mijaíl Yuzhny 6-3, 6-4                                                                       | Robin Haase                            |
| ATP World Tour 250                                | Crédit Agricole Suisse Open Gstaad Gstaad, Suiza Individuales - Dobles                             | 22-28 de julio                                                                                | Jamie Murray John Peers 6-3, 6-4                                                             | Pablo Andújar Guillermo García López   |
| ATP World Tour 250                                | bet-at-home Cup Kitzbühel, Austria Individuales - Dobles                                           | 29-3 de agosto                                                                                | Marcel Granollers 0-6, 7–6(7–3), 6–4                                                         | Juan Mónaco                            |
| ATP World Tour 250                                | bet-at-home Cup Kitzbühel, Austria Individuales - Dobles                                           | 29-3 de agosto                                                                                | Martin Emmrich Christopher Kas 6-4, 6-3                                                      | Frantisek Cermak Julian Knowle         |
| ATP World Tour 250                                | Winston-Salem Open Winston-Salem, Estados Unidos Individuales - Dobles                             | 18-24 de agosto                                                                               | Jürgen Melzer 6–3, 2–1, ret                                                                  | Gaël Monfils                           |
| ATP World Tour 250                                | Winston-Salem Open Winston-Salem, Estados Unidos Individuales - Dobles                             | 18-24 de agosto                                                                               | Daniel Nestor Leander Paes 7-6(12-10), 7-5                                                   | Treat Huey Dominic Inglot              |
| ATP World Tour 250                                | Moselle Open Metz, Francia Individuales - Dobles                                                   | 16-22 de septiembre                                                                           | Gilles Simon 6–4, 6–3                                                                        | Jo-Wilfried Tsonga                     |
| ATP World Tour 250                                | Moselle Open Metz, Francia Individuales - Dobles                                                   | 16-22 de septiembre                                                                           | Johan Brunström Raven Klaasen 6–4, 7–6(7-5)                                                  | Nicolas Mahut Jo-Wilfried Tsonga       |
| ATP World Tour 250                                | St. Petersburg Open San Petersburgo, Rusia Individuales - Dobles                                   | 16-22 de septiembre                                                                           | Ernests Gulbis 3-6, 6-4, 6-0                                                                 | Guillermo García López                 |
| ATP World Tour 250                                | St. Petersburg Open San Petersburgo, Rusia Individuales - Dobles                                   | 16-22 de septiembre                                                                           | David Marrero Fernando Verdasco 7-6(8-6), 6-3                                                | Dominic Inglot Denis Istomin           |
| ATP World Tour 250                                | Proton Malaysian Open Kuala Lumpur, Malasia Individuales - Dobles                                  | 23-29 de septiembre                                                                           | João Sousa 2-6, 7-5, 6-4                                                                     | Julien Benneteau                       |
| ATP World Tour 250                                | Proton Malaysian Open Kuala Lumpur, Malasia Individuales - Dobles                                  | 23-29 de septiembre                                                                           | Eric Butorac Raven Klaasen 6-2, 6-4                                                          | Pablo Cuevas Horacio Zeballos          |
| ATP World Tour 250                                | PTT Thailand Open Bangkok, Tailandia Individuales - Dobles                                         | 23-29 de septiembre                                                                           | Milos Raonic 7–6(7–4), 6–3                                                                   | Tomáš Berdych                          |
| ATP World Tour 250                                | PTT Thailand Open Bangkok, Tailandia Individuales - Dobles                                         | 23-29 de septiembre                                                                           | Jamie Murray John Peers 6-3, 3-6, [10-6]                                                     | Tomasz Bednarek Johan Brunström        |
| ATP World Tour 250                                | If Stockholm Open Estocolmo, Suecia Individuales - Dobles                                          | 14-20 de octubre                                                                              | Grigor Dimitrov 2-6, 6-3, 6-4                                                                | David Ferrer                           |
| ATP World Tour 250                                | If Stockholm Open Estocolmo, Suecia Individuales - Dobles                                          | 14-20 de octubre                                                                              | Aisam-ul-Haq Qureshi Jean-Julien Rojer 6-2, 6-2                                              | Jonas Björkman Robert Lindstedt        |
| ATP World Tour 250                                | Kremlin Cup Moscú, Rusia Individuales - Dobles                                                     | 14-20 de octubre                                                                              | Richard Gasquet 4-6, 6-4, 6-4                                                                | Mijaíl Kukushkin                       |
| ATP World Tour 250                                | Kremlin Cup Moscú, Rusia Individuales - Dobles                                                     | 14-20 de octubre                                                                              | Mijaíl Yelguin Denis Istomin 6-2, 1-6, [14-12]                                               | Ken Skupski Neal Skupski               |
| ATP World Tour 250                                | Erste Bank Open Viena, Austria Individuales - Dobles                                               | 14-20 de octubre                                                                              | Tommy Haas 6-3, 4-6, 6-4                                                                     | Robin Haase                            |
| ATP World Tour 250                                | Erste Bank Open Viena, Austria Individuales - Dobles                                               | 14-20 de octubre                                                                              | Florin Mergea Lukáš Rosol 7-5, 6-4                                                           | Julian Knowle Daniel Nestor            |

## Resumen por títulos

### Por tenistas
| N.º | Tenista               | TOTAL | Grand Slam * | Masters 1000 | ATP 500 | ATP 250 |
| --- | --------------------- | ----- | ------------ | ------------ | ------- | ------- |
| 1   | Rafael Nadal          | 10    | 2            | 5            | 2       | 1       |
| 2   | Novak Djokovic        | 7     | 1(+1)        | 3            | 2       | -       |
| 3   | Andy Murray           | 4     | 1            | 1            | -       | 2       |
| 3   | Juan Martín del Potro | 4     | -            | -            | 4       | -       |
| 5   | Richard Gasquet       | 3     | -            | -            | -       | 3       |
| 6   | Fabio Fognini         | 2     | -            | -            | 1       | 1       |
| 6   | Mijaíl Yuzhny         | 2     | -            | -            | 1       | 1       |
| 6   | David Ferrer          | 2     | -            | -            | -       | 2       |
| 6   | Nicolas Mahut         | 2     | -            | -            | -       | 2       |
| 6   | Tommy Robredo         | 2     | -            | -            | -       | 2       |
| 6   | Milos Raonic          | 2     | -            | -            | -       | 2       |
| 6   | Ernests Gulbis        | 2     | -            | -            | -       | 2       |
| 6   | John Isner            | 2     | -            | -            | -       | 2       |
| 6   | Tommy Haas            | 2     | -            | -            | -       | 2       |
| 15  | Kei Nishikori         | 1     | -            | -            | 1       | -       |
| 15  | Marin Čilić           | 1     | -            | -            | -       | 1       |
| 15  | Janko Tipsarević      | 1     | -            | -            | -       | 1       |
| 15  | Bernard Tomic         | 1     | -            | -            | -       | 1       |
| 15  | Jo-Wilfried Tsonga    | 1     | -            | -            | -       | 1       |
| 15  | Horacio Zeballos      | 1     | -            | -            | -       | 1       |
| 15  | Lukáš Rosol           | 1     | -            | -            | -       | 1       |
| 15  | Stanislas Wawrinka    | 1     | -            | -            | -       | 1       |
| 15  | Juan Mónaco           | 1     | -            | -            | -       | 1       |
| 15  | Albert Montañés       | 1     | -            | -            | -       | 1       |
| 15  | Feliciano López       | 1     | -            | -            | -       | 1       |
| 15  | Roger Federer         | 1     | -            | -            | -       | 1       |
| 15  | Carlos Berlocq        | 1     | -            | -            | -       | 1       |
| 15  | Ivo Karlović          | 1     | -            | -            | -       | 1       |
| 15  | João Sousa            | 1     | -            | -            | -       | 1       |
| 15  | Grigor Dimitrov       | 1     | -            | -            | -       | 1       |

(*) Dentro de la columna de Grand Slam, se incluye el torneo de la ATP World Tour Finals con un (+1).

### Por países
| N.º | País            | TOTAL | Grand Slam * | Masters 1000 | ATP 500 ** | ATP 250 |
| --- | --------------- | ----- | ------------ | ------------ | ---------- | ------- |
| 1   | España          | 17    | 2            | 5            | 2          | 8       |
| 2   | Serbia          | 8     | 1(+1)        | 3            | 2          | 1       |
| 3   | Francia         | 7     | -            | -            | -          | 7       |
| 3   | Argentina       | 7     | -            | -            | 4          | 3       |
| 5   | Reino Unido     | 4     | 1            | 1            | -          | 2       |
| 6   | Italia          | 2     | -            | -            | 1          | 1       |
| 6   | Rusia           | 2     | -            | -            | 1          | 1       |
| 6   | Suiza           | 2     | -            | -            | -          | 2       |
| 6   | Croacia         | 2     | -            | -            | -          | 2       |
| 6   | Canadá          | 2     | -            | -            | -          | 2       |
| 6   | Estados Unidos  | 2     | -            | -            | -          | 2       |
| 6   | Letonia         | 2     | -            | -            | -          | 2       |
| 6   | Alemania        | 2     | -            | -            | -          | 2       |
| 13  | Japón           | 1     | -            | -            | 1          | -       |
| 13  | Australia       | 1     | -            | -            | -          | 1       |
| 13  | República Checa | 1     | -            | -            | (+1)       | 1       |
| 13  | Portugal        | 1     | -            | -            | -          | 1       |
| 13  | Bulgaria        | 1     | -            | -            | -          | 1       |

(*) Dentro de la columna de Grand Slam, se incluye el torneo de la ATP World Tour Finals con un (+1). 
(**) Dentro de la columna de ATP 500 se incluye la Copa Davis con un (+1).

## Ranking ATP
Estos son los Rankings ATP de los primeros veinte jugadores de individuales, jugadores de dobles, y los diez primeros equipos de dobles en el circuito ATP, en la fecha actual de la temporada de 2013. Los jugadores con fondo de oro se han clasificado para el ATP World Tour Finals 2013.